# Eichwalde
Eichwalde és un municipi alemany que pertany a l'estat de Brandenburg. Fou creat el 1893 i es troba a la perifèria sud-est de Berlín i limita al sud amb Zeuthen i a l'oest amb Schulzendorf.

## Ajuntament
El consistori està format per 18 regidors:
- Die Linke 5 regidors
- CDU 3 regidors
- SPD 3 regidors
- Wählerinitiative Eichwalde 3 regidors
- Aliança 90/Els Verds 2 regidors
- FDP 1 regidor
- Siedler und Hauseigentümer 1 regidor